# Cacia parintricata
Cacia parintricata là một loài bọ cánh cứng trong họ Cerambycidae.